# Furculattus
Furculattus Balogh, 1980 è un genere di ragni appartenente alla famiglia Salticidae.

## Etimologia
Il nome è composto dal latino furcula, che significa forcella, in relazione alle piccole protuberanze fra gli occhi, e dal suffisso -attus, caratteristico di vari generi della famiglia Salticidae, un tempo denominata Attidae.

## Caratteristiche
Gli esemplari di entrambi i sessi hanno insolite piccole protuberanze fra i loro occhi posteriori.
Fenomeno inusuale fra i ragni, i maschi sono leggermente più grandi delle femmine, le quali non superano i 3 millimetri di bodylenght (lunghezza del corpo escluse le zampe)

## Habitat
Questi ragnetti sono stati rinvenuti fra gli alberi della foresta pluviale.

## Distribuzione
L'unica specie nota di questo genere è stata rinvenuta nella Penisola di Gazelle, in Nuova Britannia e in alcune località della Nuova Guinea.

## Tassonomia
A maggio 2010, si compone di una sola specie:
- Furculattus maxillosus Balogh, 1980[4] — Nuova Guinea, Nuova Britannia